# People in Need
People in Need (PIN) (en checo: Člověk v tísni) es una organización no gubernamental checa sin fines de lucro ubicado en Praga, República Checa. PIN implementa proyectos de ayuda humanitaria y desarrollo a largo plazo, programas educativos y programas de derechos humanos en regiones afectadas por crisis al nivel internacional. Su director es Šimon Pánek. A partir de 2022, PIN opera en más de 33 países.
En la República Checa, PIN ejecuta programas de integración social y ofrece actividades informativas y educativas. La organización tiene como objetivo promocionar la libertad democrática y los principios de la solidaridad humana. Desde su fundación en 1992, PIN ha tenido presencia en casi 50 países. Actualmente, PIN es una de las ONG más grandes de Europa Central y Oriental.
People in Need es miembro de Alliance 2015, Foro Checo para la Cooperación al Desarrollo (FoRS), Centro de Monitoreo de la UE (EUMC), Eurostep, CONCORD y VOICE. La gran mayoría de los ingresos proviene de proyectos individuales. Entre sus donantes se encuentran el gobierno checo, el departamento de Ayuda Humanitaria de la Comisión Europea, EuropeAid, la Agencia de los Estados Unidos para el Desarrollo Internacional, agencias de la ONU y el pueblo de la República Checa.

## Historia
People in Need fue fundada en 1992 por Šimon Pánek, un destacado activista estudiantil durante la Revolución de Terciopelo, y por Jaromír Štětina, un correspondiente de guerra que se centró en el conflicto en la antigua Unión Soviética. PIN comenzó su trabajo como Nadace Lidových novin ( La Fundación Lidové noviny, en inglés Popular Newspapers ) y cambió su nombre dos años después a Nadace Člověk v tísni při České televizi ( La Fundación People in Need bajo los auspicios de la Televisión Checa ). En 1999, PIN recibió su nombre actual, People in Need. Šimon Pánek ha sido el director de PIN desde 2009. Para brindar ayuda humanitaria y asistencia para el desarrollo, PIN trabaja para crear una sociedad tolerante y abierta y moviliza el apoyo público. El trabajo de PIN es más visible durante grandes crisis humanitarias como las inundaciones en la República Checa en 2002, el terremoto del Océano Índico de 2004 (los ciudadanos y las empresas checas donaron más de 130 millones de coronas checas)  o el terremoto de Haití de 2010.
En África y Asia, PIN implementa proyectos de desarrollo que brindan educación y necesidades humanas básicas. En varios países como Bielorrusia, Cuba, Moldavia y Ucrania, PIN ha apoyado a personas y grupos que abogan por la libertad democrática. En la República Checa, PIN se concentra en temas como la asistencia de los romaníes locales que viven en las periferias de la sociedad, la organización de actividades culturales (la más destacada es el One World Film Festival fundado por Igor Blaževič ), la distribución de proyectos de información y la participación en el activismo político.
PIN ha establecido importantes proyectos en Afganistán (riego, escuelas locales), Sri Lanka (desde el terremoto de 2004 ), Pakistán (reconstrucción después del terremoto de 2005 en la parte paquistaní de Cachemira), Angola y Etiopía (construcción de escuelas), Namibia (ayuda para personas que sufren de VIH/sida ), Rumania y Serbia (respaldan a grupos de checos étnicos asentados allí durante generaciones) y varios otros países.
En 2008, PIN realizó misiones en Myanmar (operaciones de socorro y recuperación tras el ciclón Nargis) y RD Congo (apoyo a víctimas de violación y violencia sexual). En 2009, el PIN brindó asistencia a la población de la República Checa tras una serie de devastadoras inundaciones.
People in Need ha operado en Venezuela desde 2014 y ha estado tratando de motivar a las personas activas en la sociedad para que permanezcan en el país y continúen con su trabajo a pesar de las difíciles condiciones. PIN proporciona pequeñas subvenciones a otras ONG e individuos para apoyar sus actividades. El enfoque de los proyectos varía desde el apoyo a activistas que operan en áreas desfavorecidas hasta el apoyo a abogados que defienden a activistas encarcelados.

## Programas y proyectos

### Ayuda humanitaria y al desarrollo
People in Need brinda ayuda humanitaria a personas afectadas por guerras o desastres naturales. En los últimos años, PIN ha estado brindando ayuda a los civiles atrapados en el conflicto armado en el este de Ucrania y la guerra civil en Siria . PIN proporciona alimentos, refugio, agua y ayuda psicosocial en situaciones de crisis a las personas vulnerables de estos países, al mismo tiempo que ayuda a reparar viviendas dañadas y proporciona material y equipo para el invierno. También se centran en la distribución de alimentos, la restauración de los medios de subsistencia, la provisión de viviendas: garantizar que al menos una habitación caliente en una casa, la reparación del hogar, las subvenciones para el alquiler y la distribución de combustible y agua. En Siria, People in Need también proporciona a los agricultores locales semillas y herramientas para apoyar su actividad agrícola o, en lugares más seguros, proporciona cupones de alimentos en lugar de paquetes de alimentos.
PIN ha brindado asistencia a personas en más de 50 países de Europa, Asia y África, incluida la República Democrática del Congo, Etiopía, Angola, Mongolia, Camboya y Rumania . PIN trabaja para abordar problemas a largo plazo, como la falta de educación de calidad, atención médica y degradación ambiental. Centrarse en asegurar las necesidades básicas de vida (agua, salud, educación, nutrición) y promover programas sociales, desarrollo de negocios locales y apoyar a la sociedad civil y el buen gobierno. En Afganistán, PIN comenzó a operar en 2001 después de la caída de los talibanes, centrándose en abordar los problemas a largo plazo de los medios de subsistencia, la educación y el desarrollo de la comunidad local.

### Guerra de Ucrania
La invasión rusa de Ucrania en febrero de 2022 ha sumido a millones de ucranianos en una crisis humanitaria. Las ciudades de Kiev, Járkov, Jersón y Mariúpol se han visto afectadas por intensos combates. También se han producido combates en las provincias de Donetsk y Lugansk. People in Need, que trabaja en Ucrania desde 2003, organizó de inmediato ayuda humanitaria para las zonas afectadas por los ataques del primer día del conflicto armado. Se creó el Llamamiento de Emergencia SOS Ucrania y rápidamente se convirtió en el esfuerzo de recaudación de fondos más exitoso en la historia de la organización. En cooperación con varios socios, se instaló un puente ferroviario entre Ucrania y Praga para ayudar con la logística y la coordinación de la ayuda humanitaria. En los primeros días de la guerra, se enviaron camiones PIN cargados con ayuda humanitaria a las zonas de Ucrania afectadas por la guerra.
La guerra en Ucrania afectó a millones de personas. Los residentes de Ucrania se vieron obligados a abandonar sus hogares y muchas áreas residenciales de las ciudades ucranianas fueron destruidas. Como resultado de los enfrentamientos, la infraestructura crítica resultó dañada y cientos de miles de personas se quedaron sin agua ni electricidad. Como resultado, People in Need aseguró el suministro de agua en el este de Ucrania. PIN también ha apoyado financieramente a las ONG locales asociadas para facilitar una mejor distribución de alimentos, agua potable y productos de higiene.
Millones de personas huyeron de Ucrania a los países vecinos. La mayoría de los que huyeron eran mujeres y niños. Para mejorar su situación, People in Need operaba en la frontera de Ucrania y Polonia, donde la gente esperaba durante días para ponerse a salvo. Se ofreció ayuda a los refugiados en la República Checa, y también en Moldavia, Rumania y Eslovaquia. People in Need también aseguró refugio para refugiados en la frontera con Ucrania. PIN construyó tiendas de campaña con calefacción y ofreció información importante a los ucranianos en vuelo.
En respuesta a la crisis humanitaria que se desarrollaba, People in Need lanzó un sitio web Pomáhej Ukrajině (Ayuda a Ucrania) con la intención de vincular la oferta con la demanda en cooperación con organizaciones no gubernamentales que trabajan con migrantes.

### Programa de Integración Social

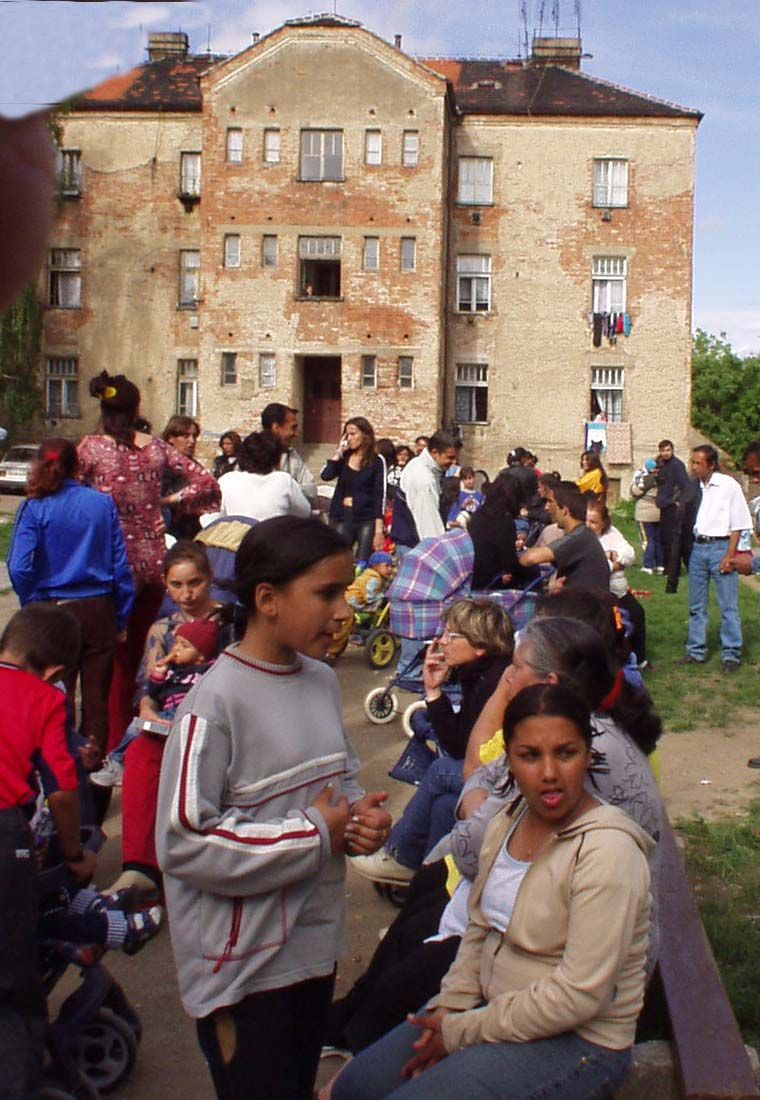
Programa de integración social en la República Checa

Desde 1999, PIN ha trabajado regularmente para reducir la pobreza y la exclusión social en la República Checa. Ayuda en las zonas más pobres proporcionando proyectos de extensión social, a saber, asesoramiento sobre vivienda, servicio de asesoramiento para deudores y limitación del desempleo. En los últimos años, PIN ha ofrecido trabajos, asesoramiento legal, tutoría, asistencia de servicios sociales, aparatos policiales y ha fomentado actividades recreativas significativas para los niños.
En el verano de 2006, PIN estableció un departamento de integración social separado (en checo: Programů sociální integrace, PSI ). Este departamento ofrece una amplia gama de servicios para personas y familias socialmente excluidas. Además, PIN asesora a los ayuntamientos y municipios con mayor número de personas en situación de exclusión social. Su enfoque intenta abordar los problemas tanto a nivel individual como comunitario.
El programa emplea a más de 200 personas, incluidos 130 trabajadores sociales, consejeros laborales, abogados y educadores que cuentan con el apoyo adicional de más de 300 voluntarios. Opera en más de 60 ciudades y municipios de la República Checa y Eslovaquia.
La exclusión social está íntimamente ligada a los problemas de endeudamiento ya la trampa de la deuda, asociada a los usureros ilegales ya los llamados préstamos rápidos ofrecidos por empresas no bancarias e incluso establecimientos bancarios legítimos. Por lo tanto, People in Need inició negociaciones con la Asociación Bancaria Checa en 2010 y llegó a un acuerdo sobre la eliminación de términos abusivos para los contratos de crédito en todos los bancos checos. En 2011, PIN completó una campaña de casi tres años de indexación de préstamos abusivos a los romaníes en Eslovaquia. Gracias a esta campaña, la gran mayoría de las empresas modificaron la disposición de los préstamos.

### Promoción de los derechos humanos
El Centro de Derechos Humanos y Democracia (HRD), un departamento entre PIN, trabaja en el extranjero y apoya a gente y grupos quienes se enfrentan con la persecución, acoso o prisión por sus opiniones y en países con régimens represivos.
PIN ha estado trabajando en la esfera de derechos humanos desde los 1990s. En estos países, el enfoque principal de PIN es el apoyo a los presos políticos (y sus familias), defensores de los derechos humanos y periodistas independientes. Por lo tanto, PIN fomenta las iniciativas de la sociedad civil. Las familias de presos políticos, de regímenes severamente represivos como Birmania y Cuba, reciben asistencia financiera y humanitaria, así como apoyo moral. Una parte sustancial de la ayuda financiera proviene del "Fondo de Amigos de las Personas Necesitadas". PIN transmite activamente sus puntos de vista sobre el desarrollo en áreas afectadas por guerras o violaciones de derechos humanos.
Una parte importante del trabajo de HRDes la defensa de los disidentes, los activistas de la oposición y el desarrollo de una sociedad civil en países controlados por regímenes autoritarios. En cuanto a su experiencia con regímenes comunistas y excomunistas, HRD trabaja en la Europa Oriental (Armenia, Azerbaiyán, Bielorrusia, Moldavia-Transnistria y Ucrania), América Latina (Cuba, Venezuela, Ecuador, Honduras y Nicaragua), Egipto, Libia y Vietnam. PIN también esta involucrado en otras partes de Asia. Por ejemplo, Birmania continúa siendo un país de preocupación, donde People in Need ha trabajado desde 1997 cuando la organización comenzó a apoyar a grupos que abogan por una sociedad civil.
En noviembre de 2019, el Ministerio de Justicia de Rusia incluyó PIN en la lista de organizaciones indeseables in el país. El Ministerio de Asuntos Extranjeros de la República Checa, Tomáš Petříček, comentó y dijo que lo consideró abusrdo y exigió una explicación. También dijo que la prohibición de derechos humanos en Rusia es un señal del pobre registro de derechos humanos en el país.

### Educación y divulgación
Los programas educativos se centran en estudiantes y profesores de escuelas primarias y secundarias checas, universidades y otros grupos profesionales (como empleados en centros de empleo o la policía). Los programas educativos se implementan a través de la presentación de películas documentales acompañadas de debates temáticos (por ejemplo, Un Mundo en las escuelas), un servicio de información sobre educación intercultural y desarrollo global (programa Variaciones) para docentes, así como el fomento de vínculos entre instituciones y ONG que trabajan en el ámbito de la exclusión social (Programa Integración Social).
People in Need se centra en proporcionar información adecuada al público checo, al gobierno ya los medios de comunicación. Las campañas a largo y corto plazo se implementan en proyecciones de películas, veladas discursivas, concursos creativos y viajes para periodistas que abordan temas específicos como la cooperación al desarrollo (Rozvojovka, Alto al trabajo infantil). Las campañas incluyen acciones públicas y proyectos que implican la recopilación de información y materiales sobre la migración y los extranjeros que viven en la República Checa.
PIN publica lo que llama el 'Predator Index', un ranking de empresas que otorgan préstamos sin garantía, con términos y condiciones inadecuados para el deudor. El índice se compila sobre la base de la claridad del contrato y las condiciones, la presencia de intereses moratorios por encima de las normas legales, el costo de un pago atrasado en forma de multas, el costo del préstamo en caso de pago oportuno y el uso adecuado de la cláusula compromisoria.
Festival de One World
Cada año, People in Need organiza el festival de cine sobre derechos humanos más grande de Europa, que se lleva a cabo en la República Checa, llamado One World (en checo: Jeden Svět ), que recibió una mención honorífica por su trabajo en la educación de los derechos humanos por parte de la UNESCO en 2007. Es el más grande festival de documentales en el mundo - más de 100 películas son destacados. El festival trabaja con una amplia definición de derechos humanos y como consecuencia, los documentales no solamente muestran problemas políticos y del desarrollo, pero también sobre problemas que involucran el ambiente y la sociedad. Los documentales son destacados en Praga en marzo seguido por treinta ciudades en el país y también en Bruselas. Los documentales más exitosos son publicados en el sitio de web promitejity donde se pueden ver gratis. 
El festival también presenta discusiones cada noche con los directores, activistas de derechos humanos y otros expertos en la Biblioteca Municipal en Praga. Durante el festival, People in Need entrega además el Premio Homo Homini a una persona que realizó una contribución significativa a la protección de los derechos humanos y la promoción no violenta de la democracia. El Premio Homo Homini se otorgó inicialmente como un premio único en 1994, sin embargo, desde 1997 se otorga anualmente.
El festival de One World fue cancelado por la pandemia de covid-19 en 2020. Casi doscientos documentales fueron cancelados y mudaron al sitio DAFilms.cz, un cine en línea.

#### Ganadores del Premio Homo Homini
Entre los ganadores anteriores del premio se incluyen los siguientes:
- 1994: Serguéi Kovalev
- 1997: Szeto Wah
- 1998: Ibrahim Rugova
- 1999: Oswaldo Payá Sardiñas
- 2000: Min Ko Naing
- 2001: Zackie Achmat

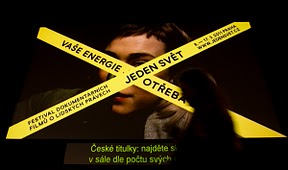
Festival de One World/ Jeden Svět 2011

- 2002: Thích Huyền Quang, Thích Quảng Độ y Nguyen Van Ly
- 2003: Natasa Kandić
- 2004: Gheorghe Briceag
- 2005: Ales Bialatski y la organización bielorrusa Viasna
- 2006: Svetlana Gannushkina
- 2007: Su Su Nway, Phyu Phyu Thin y Nilar Thein
- 2008: Liu Xiaobo
- 2009: Majid Tavakoli y Abdollah Momeni
- 2010: Azimzhan Askarov
- 2011: Coordenada de Médicos de Damasco
- 2012: Intiqam Aliev
- 2013: Sapiyat Magomedova
- 2014: Suad Nawfal
- 2015: Primavera negra (Cuba): Martha Beatriz Roque Cabello, Jorge Olivera Castillo, Ángel Juan Moya Acosta, José Daniel Ferrer García, Félix Navarro Rodríguez, Iván Hernández Carrillo, Héctor Maseda Gutiérrez, Óscar Elías Biscet González, Eduardo Díaz Fleitas, Librado Ricardo Linares García, Arnaldo Ramos Lauzurique
- 2016: Comité para la Prevención de la Tortura (Rusia)
- 2017: Pham Doan Trang
- 2018: Francisca Ramírez[24]
- 2019: Buzurgmehr Yorov
- 2020: Marfa Rabkova, Andrei Chapiuk, Leanid Sudalenka y Tatsiana Lasitsa[25]
- 2021: Mahienour El-Massry Una abogada humanitaria egipcia que, entre otras cosas, ha apoyado y defendido a los presos políticos en Egipto, incluso cuando ella misma estuvo encarcelada.[26]

Crítica rusa, Chechenia e Ingushetia Desde finales de la década de 1990, People in Need mantuvo varios proyectos en Chechenia e Ingushetia. En 2005, el semanario ruso Argumenty i Fakty nombró a PIN, ya otras ONG ya la ONU, partidarios de los separatistas y terroristas chechenos. PIN negó cualquier participación. En el mismo año, Rusia prohibió que PIN trabajara en la región. Dos años más tarde, en 2007, se permitió que People in Need regresara y siguiera trabajando en Chechenia e Ingushetia.
Críticas cubanas, ECOSOC Durante una reunión del ECOSOC en 2006, el embajador cubano acusó al PIN de estar financiado por Estados Unidos y conspirar contra el gobierno de Cuba y mantener contacto con emigrantes cubanos que tienen un pasado denominado terrorista. Después de la votación, PIN no fue recomendado para el estado consultivo con el ECOSOC.
Kosovo, Osetia del Sur PIN fue criticado además por algunos periodistas checos por expresar demasiada preocupación política: después de la guerra de Kosovo, por la percepción de que PIN apoyaba a los albanokosovares, pero no a los serbios locales. De manera similar, después de la guerra de Osetia del Sur en 2008, PIN fue criticado porque la ayuda se entregó solo a civiles georgianos.
Donetsk En noviembre de 2016, la región separatista de Ucrania, la República Popular de Donetsk, expulsó a PIN del territorio que reclamaba, y los funcionarios de la RPD afirmaron que PIN estaba "llevando a cabo actividades provocativas, esquemas de corrupción y una actitud burlona hacia la gente de la RPD". PIN negó haber actuado mal.
Financiamiento y dependencia del gobierno Otra crítica en la República Checa se refiere al estatus de PIN como organización independiente y no gubernamental con reclamos de que los fondos provienen de fuentes gubernamentales checas.[cita requerida] Sin embargo, los informes anuales de PIN muestran que la financiación proviene en gran medida de fuera de la República Checa.